# Província de Frísia
Frísia (frisó: Fryslân, neerlandès: Friesland) és una província del nord dels Països Baixos, corresponent a part de l'antiga regió de Frísia. El 2004 tenia 642.000 habitants. La seva capital és Ljouwert. Fa frontera amb les províncies de Groningen, Drenthe, Overijssel i Flevoland. A ponent i al nord és envoltada respectivament per l'IJsselmeer i el Mar de Wadden, al nord del qual hi ha una sèrie d'illes i bancs. Compta a més amb una comunicació directa amb Holanda del Nord per mitjà de l'Afsluitdijk.

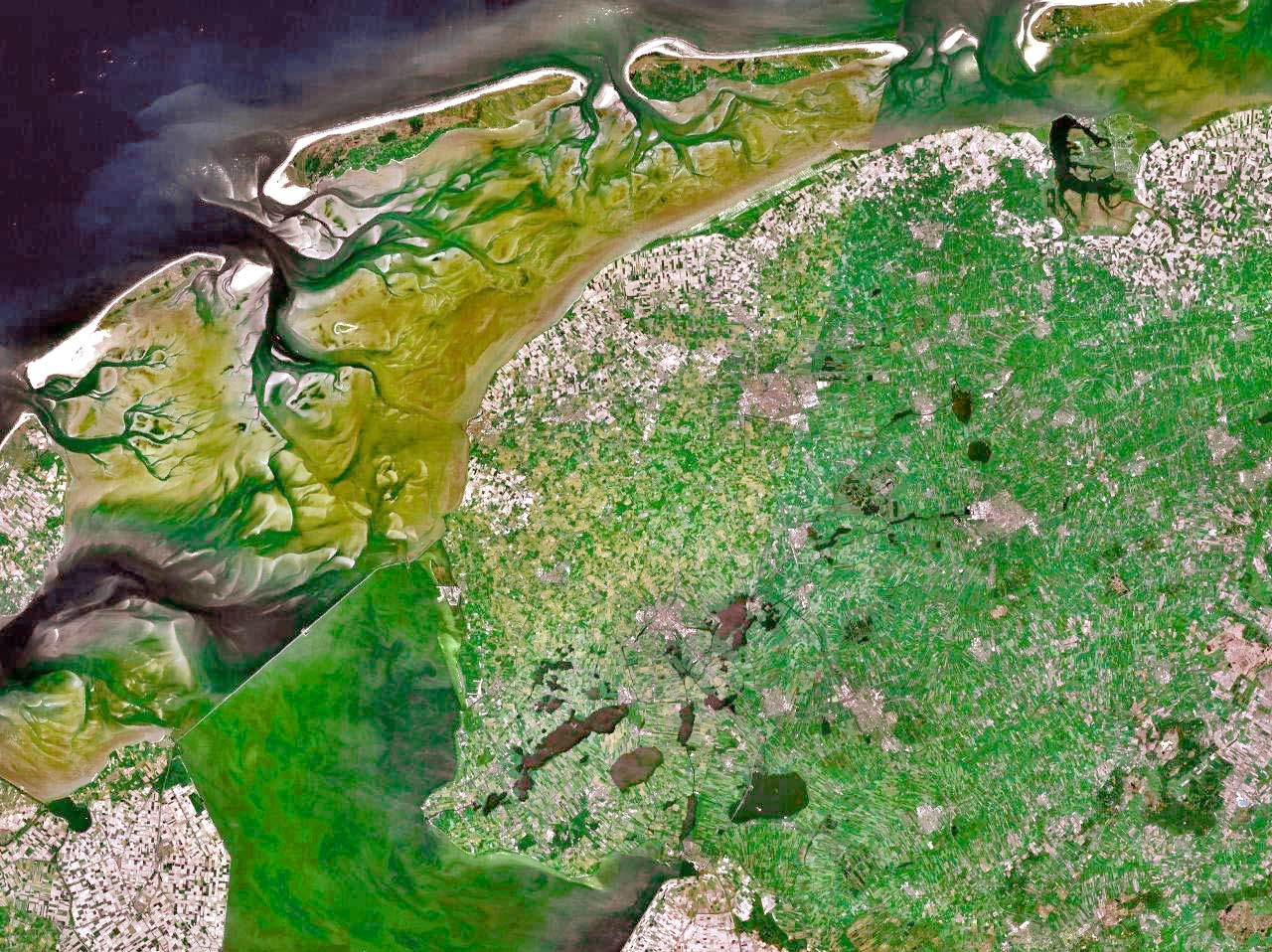
Frísia vista via satèl·lit

## Economia
És una província amb un marcat caràcter agrari, on s'originaren les famoses vaques frisones. També és coneguda pel característic cavall negre frisó. El turisme és una altra gran font d'ingressos, especialment al sud-oest de la província i a les illes. Aquest fet però, provoca una gran estacionalitat de l'activitat econòmica, amb molt d'atur hivernal.

## Llengua
A la província hi són oficials tant el frisó com el neerlandès. El frisó té l'estatus de llengua minoritària i és, a més del neerlandès, reconegut com a llengua nacional oficial sota la Carta Europea de les Llengües Regionals o Minoritàries. La llengua és emprada pel govern, en la justícia, l'educació i els mitjans de comunicació.

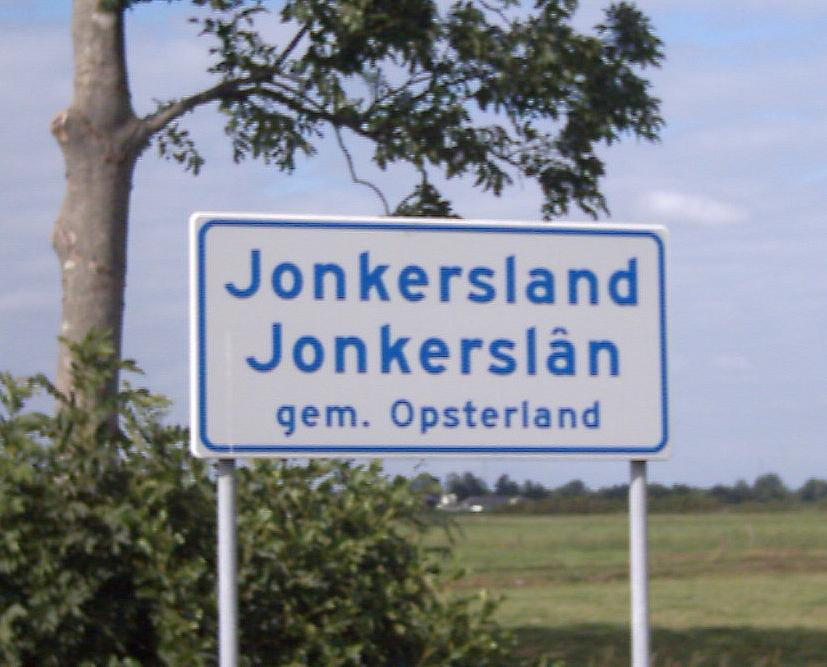
Senyalització bilingüe a Frísia

A més del frisó estandarditzat hi ha un cert nombre de dialectes com l'aasters, hindeloopen, kleifries, schiermonnikoog, nordhoeks, woudfries i zuidwesthoeks.
A moltes ciutats de Frísia no es parla el frisó, sinó que s'hi parla un dialecte neerlandès amb forta influència del frisó, com l'ameland, bildts i midsland. A la província de Groningen es parlen dues varietats locals amb forta influència frisona, a Westerkwartiers i Kollumerpompsters. Al sud de la província, per sota del Tjonger pràcticament no es parla frisó, però hi ha la parla de Stellingwerfs, que es classifica com a baix saxó.

## Literatura
Tot i escriure essencialment en neerlandès, una de les escriptores més importants del país frisó va ser Nine van der Schaaf (1882-1973).

## Administració

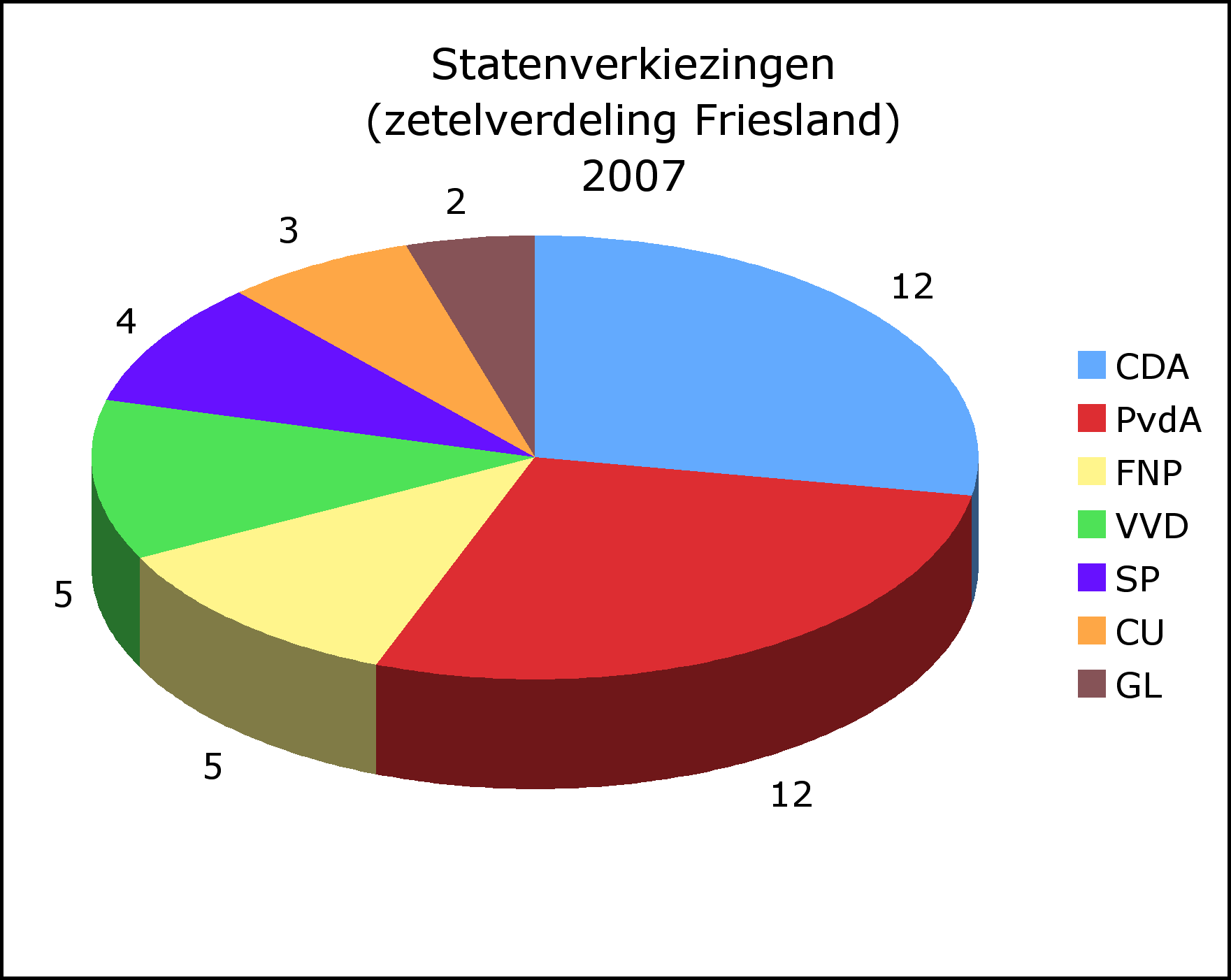
Resultats a les provincials de 2007

La seu del govern de la província de Físia es troba al "Provinsjehûs", a la Tweebaksmarkt de Leeuwarden. Els Estats Provincials (Provinsjale Steaten) de Frísia tenen 43 membres i l'Executiu Provincial (Deputearre Steaten) en té sis que són presidits pel Comissari del Rei (Kommissaris fan de Kening) Arno Brok. Els resultats a Frísia de les eleccions provincials frisones de 2003 i 2007 i a la Tweede Kammer de 2006 foren:
| Eleccions provincials de 2003 i 2007 | Eleccions provincials de 2003 i 2007 | Eleccions provincials de 2003 i 2007 | Eleccions provincials de 2003 i 2007 | Eleccions provincials de 2003 i 2007 |
| ------------------------------------ | ------------------------------------ | ------------------------------------ | ------------------------------------ | ------------------------------------ |
|                                      | 2003                                 | 2003                                 | 2007                                 | 2007                                 |
| Partit                               | Vots en %                            | Escons                               | Vots en %                            | Escons                               |
| CDA                                  | 27,4                                 | 16                                   | 25,8                                 | 12                                   |
| PvdA                                 | 26,2                                 | 15                                   | 25,6                                 | 12                                   |
| FNP                                  | 13,2                                 | 7                                    | 10,7                                 | 5                                    |
| VVD                                  | 10,9                                 | 6                                    | 10,8                                 | 5                                    |
| SP                                   | 4,8                                  | 2                                    | 9,6                                  | 4                                    |
| ChristenUnie/SGP                     | 5,6                                  | 3                                    | 8,2                                  | 3                                    |
| GroenLinks                           | 5,4                                  | 3                                    | 3,9                                  | 2                                    |
| D66                                  | 2,5                                  | 1                                    | 1,3                                  | -                                    |
| Gemeentebelangen Friesland           | 1,9                                  | 1                                    | -                                    | -                                    |
| LPF                                  | 1,7                                  | 1                                    | -                                    | -                                    |
| Total                                | 56,1                                 | 55                                   | 54,1                                 | 43                                   |

| Eleccions legislatives de 2006 | Eleccions legislatives de 2006 | Eleccions legislatives de 2006 |
| ------------------------------ | ------------------------------ | ------------------------------ |
| Partit                         | Vots en%                       | +/- (2003)                     |
| CDA                            | 28,1                           | - 3,9                          |
| PvdA                           | 27,5                           | - 6,0                          |
| SP                             | 17,1                           | + 11,1                         |
| VVD                            | 10,6                           | - 2,0                          |
| ChristenUnie                   | 6,1                            | + 2,9                          |
| GroenLinks                     | 3,8                            | - 0,7                          |
| PVV                            | 3,3                            | + 3,3                          |
| PvdD                           | 1,3                            | + 1,3                          |
| D66                            | 1,1                            | - 1,7                          |
| SGP                            | 0,4                            | - 0,1                          |
| LPF                            | 0,2                            | - 3,5                          |
| Opkomst                        | 82,9                           | - 0,7                          |

## Ciutats i illes
- Bolsward (Boalsert)
- Dokkum (Dokkum)
- Franeker (Frjentsjer)
- Harlingen (Harns)
- Hindeloopen (Hylpen)
- Ijlst (Drylts)
- Ljouwert (Leeuwarden)
- Sloten (Sleat)
- Snits (Sneek)
- Stavoren (Starum)
- Workum (Warkum)

## Municipis
Frísia té 20 municipis, amb els noms oficials en neerlandès i frisó
| Municipi                       | Nom frisó         | Extensió (km²) | Població (1 febrer 2008) | Densitat inw./km² | Renda per capita € per hab. | Capital           |
| Achtkarspelen                  | Achtkarspelen     | 102,61         | 28.104                   | 274               | 11.400                      | Buitenpost        |
| Ameland                        | It Amelân         | 59,18          | 3.450                    | 57                | 11.700                      | Ballum            |
| Dantumadeel                    | Dantumadiel       | 85,67          | 19.412                   | 226               | 11.100                      | Damwoude          |
| De Friese Meren                | De Fryske Marren  |                |                          |                   |                             | Joure             |
| Dongeradeel                    | Dongeradiel       | 167,27         | 24.655                   | 147               | 11.400                      | Dokkum            |
| Ferwerderadeel                 | Ferwerderadiel    | 97,65          | 8.858                    | 91                | 11.400                      | Ferwerd           |
| Harlingen                      | Harns             | 25,02          | 15.552                   | 618               | 12.000                      | Harlingen         |
| Heerenveen                     | It Hearrenfean    | 135,21         | 43.010                   | 318               | 12.900                      | Heerenveen        |
| Kollumerland en Nieuwkruisland | Kollumerlân       | 109,89         | 13.096                   | 119               | 11.200                      | Kollum            |
| Leeuwarden                     | Ljouwert          | 79,16          | 92.931                   | 1165              | 12.300                      | Leeuwarden        |
| Ooststellingwerf               | Eaststellingwerf  | 224,16         | 26.355                   | 117               | 11.900                      | Oosterwolde       |
| Opsterland                     | Opsterlân         | 224,86         | 29.728                   | 132               | 12.500                      | Beetsterzwaag     |
| Schiermonnikoog                | Skiermûntseach    | 40,79          | 949                      | 23                | 14.200                      | Schiermonnikoog   |
| Smallingerland                 | Smellingerlân     | 118,46         | 55.241                   | 464               | 12.200                      | Drachten          |
| Zuidwest-Friesland             | Súdwest-Fryslân   | 30,10          | 33.257                   | 1102              | 12.400                      | Sneek             |
| Terschelling                   | Skylge            | 87,11          | 4.690                    | 53                | 13.400                      | West-Terschelling |
| Tietjerksteradeel              | Tytsjerksteradiel | 149,59         | 32.201                   | 215               | 12.500                      | Bergum            |
| Vlieland                       | Flylân            | 36,16          | 1.123                    | 28                | 13.300                      | Oost-Vlieland     |
| Waadhoeke                      | De Waadhoeke      |                |                          |                   |                             | Franeker          |
| Weststellingwerf               | Weststellingwerf  | 221,53         | 25.688                   | 116               | 12.000                      | Wolvega           |